# Macizo del Monte Rosa

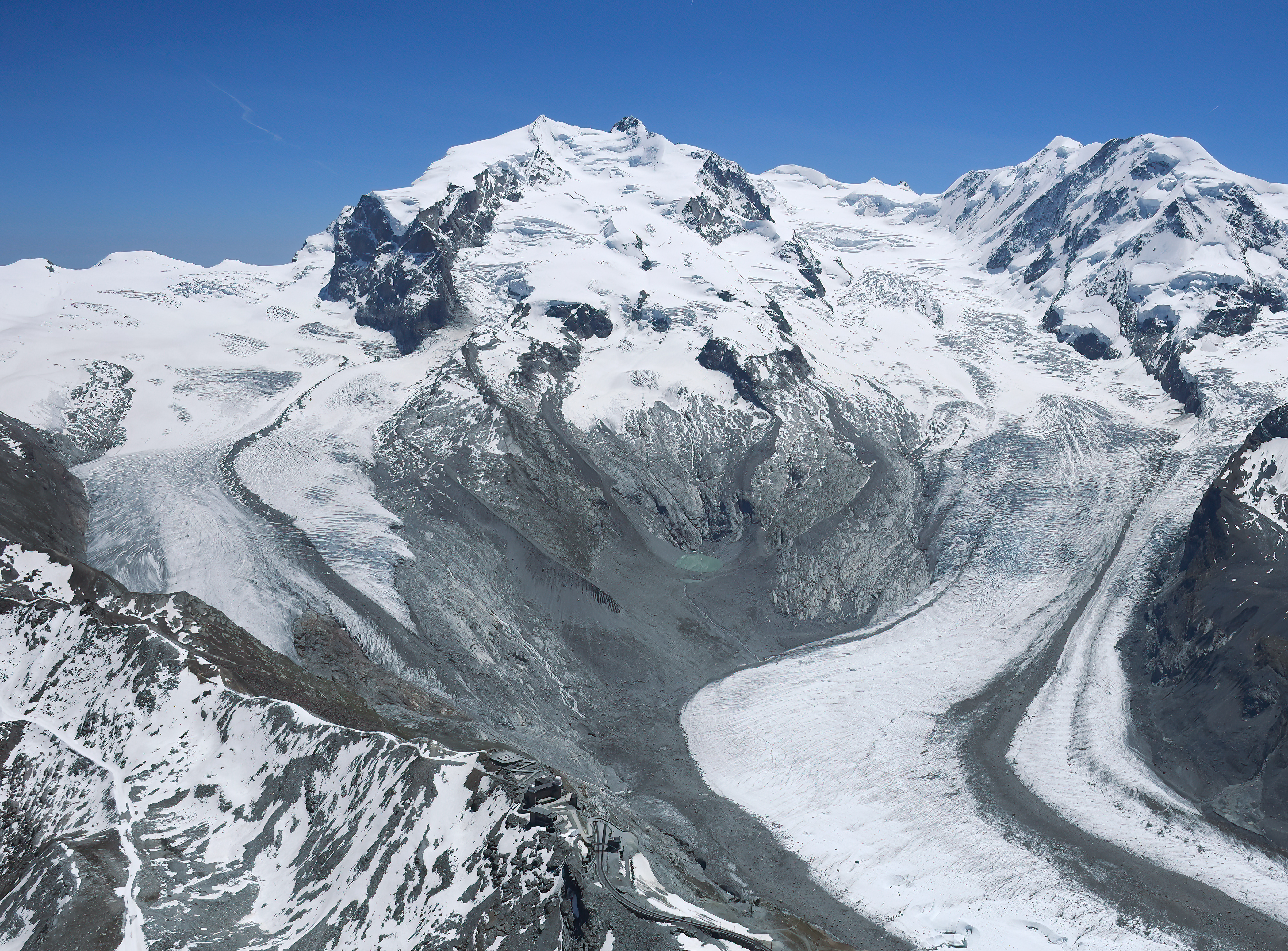
Cara oeste del Macizo del Monte Rosa.

El macizo del Monte Rosa (en italiano, Massiccio del Monte Rosa; en alemán, Monte Rosa Gruppe; en francés, Massif du Mont Rose) es un macizo montañoso que se encuentra en las regiones italianas del Piamonte y el Valle de Aosta y en el cantón de Valais (Wallis) de Suiza. Esta en la parte oriental de los Alpes Peninos, en la misma sierra de montañas que el Cervino. 
Es el macizo más extenso de los Alpes y aquí se alcanza la segunda altitud en los Alpes y en Europa occidental, después del macizo del Mont Blanc. La Dufourspitze (en español, "Punta Dufour") es el pico más alto del macizo y, con sus 4.634 m s. n. m., también el más alto en Suiza. Se la llamó así en homenaje al general suizo (y gran cartógrafo) Guillaume-Henri Dufour, 1787 - 1875). Sobre la Punta Gnifetti se encuentra el refugio de montaña más alto de Europa, la Cabaña Regina Margherita (a una cota de 4.554 m s. n. m.), en donde se encuentra también una estación meteorológica y centro de investigación sobre los efectos de las altas cotas sobre el cuerpo humano.

## Topónimo

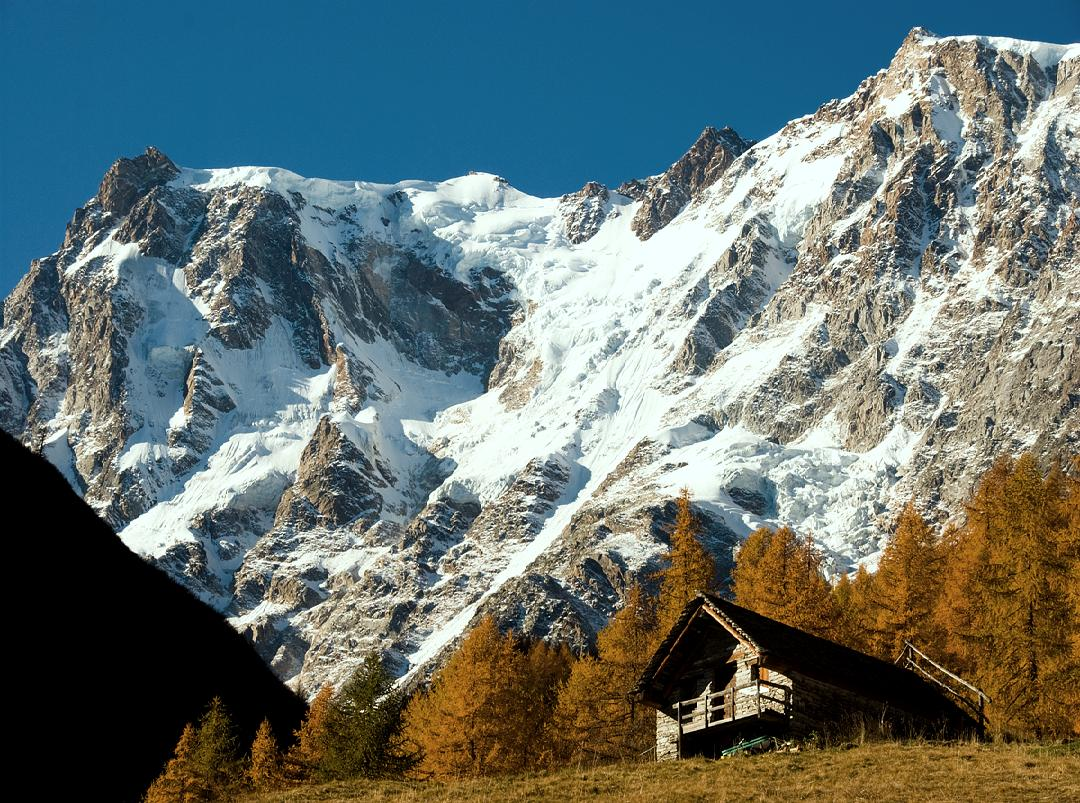
Cara este del Macizo del Monte Rosa.

El nombre "Monte Rosa" y el tipónimo francés Mont Rose no derivan del color italiano "rosa", que puede colorear el macizo al amanecer y al atardecer, como podría pensarse, sino del término patois usado para referirse al "glaciar", escrito de diversas formas: rouese, rouja o roisa. Viene del latín rosia, a través del término dialectal rouése o rouja. También en los dialectos de origen alemán, como el Wallisertitsch, el Schwyzerdütsch y el Tisch de Gressoney, el topónimo Gletscher indica de la misma manera un glaciar. Ha sido conocido también como Gornehorn (palabra alemana que significa montaña grande).
Antiguamente era conocido también como Mons Silvius, en latín, Mon Boso o Monboso (en un libro de Leonardo da Vinci), Monte Bosa (en un mapa del año 1740), Monte Boso (como atestigua el humanista Flavio Biondo de Forlì) o Monte Biosa.
La punta más alta era conocida como Höchste Spitze (palabra alemana que significa Punta más alta). El 28 de enero de 1863 el Consejo Federal suizo lo rebautizó como Punta Dufour.
Debe destacarse que el nombre conocido para todo el macizo es "Monte Rosa" también en alemán e inglés, mientras que los nombres de los diversos picos y cimas son todos alemanes, con traducciones tardías al italiano, como prueba del pasado profundamente Walser de la región.

## Geografía
Se extiende sobre territorio italiano (en los municipios de Alagna Valsesia, Gressoney-La-Trinité, Gressoney-Saint-Jean, Macugnaga, Ayas-Champoluc) y suizo (municipios de Saas-Almagell y Zermatt).
En la clasificación de la SOIUSA, este Grupo del Monte Rosa es un supergrupo que se identifica con el código I/B-9.III-A. Pertenece a la subsección Alpes del Monte Rosa, dentro de la sección Alpes Peninos, dentro del gran sector de los Alpes del noroeste. Dentro del Grupo del Monte Rosa se pueden distinguir, a su vez, tres grupos y dos subgrupos:
- - Cadena Breithorn-Liskamm (A.1)
  - Macizo del Monte Rosa (A.2)
  - Grupo de la Cima di Jazzi (A.3)
    - Subgrupo de la Cima di Jazzi (A.3.a)
    - Subgrupo Stockhorn-Gornergrat (A.3.b)

En detalle y girando en el sentido de las agujas del reloj, los límites geográficos del macizo son: collado del Teodulo o Theodul, Zermatt, Findeln, Schwarzberg-Weisstor, paso del Monte Moro, alto Valle Anzasca, collado de las Locce, collado de Olen, collado Bettaforca, collado superior de las Cime Bianche, collado del Teodulo o Theodul.

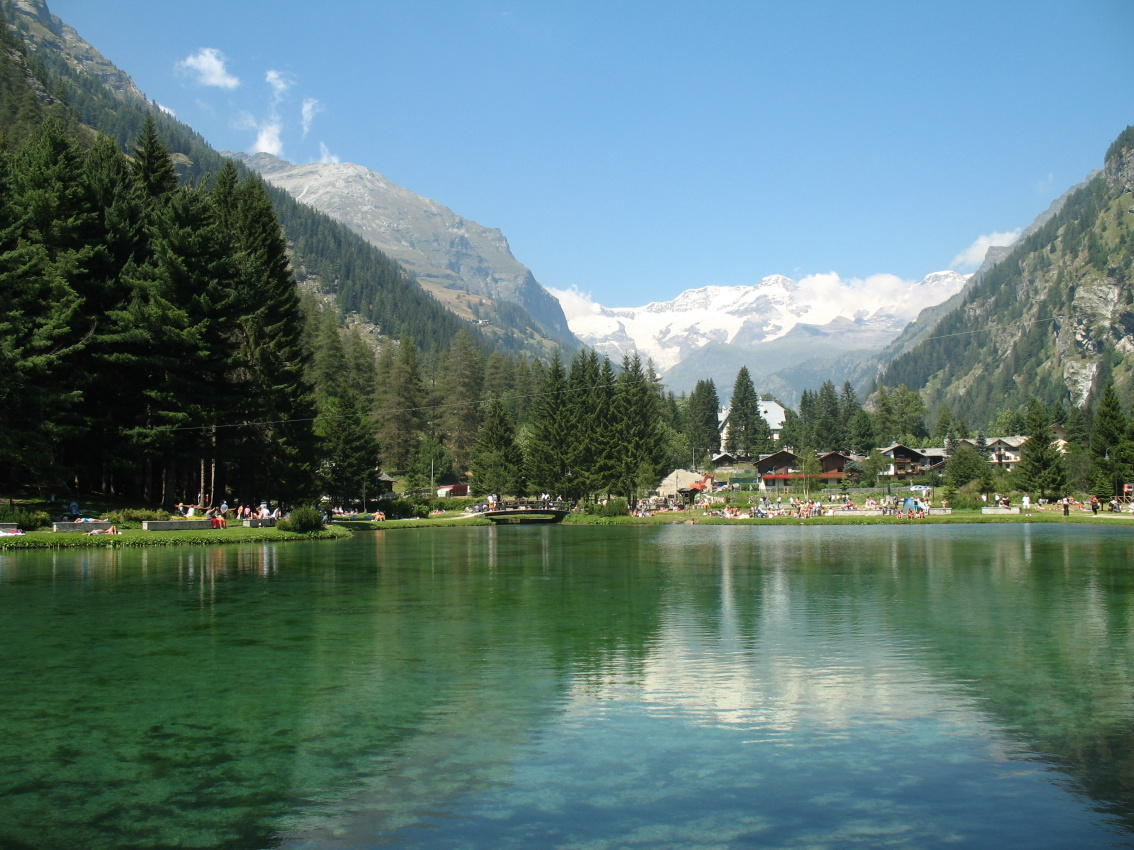
Vista desde el valle de Gressoney.

La dirección de las sierras y las depresiones ofrecen un marcado contraste con lo que prevalece en las regiones vecinas de los Alpes. Salvo en una pequeña parte de los valles italianos, la dirección aquí es o paralela o perpendicular al meridiano. Monte Rosa en sentido estricto quedaría en la intersección de la arista norte y la arista sur, extendiéndose desde el Balfrin a través del macizo del Mischabel, y los picos más altos de la montaña en sí, hasta la Piramide Vincent, y de ahí por la cordillera que limita el Val de Lys, casi hasta Ivrea, con la cordillera transversal que queda entre el Dent d'Hérens y el Pizzo Bianco cerca de Macugnaga. Las aristas menores en el lado norte de la frontera son paralelas a esta última sierra, con sus depresiones correspondientes ocupadas por los glaciares de Gorner y Findelen.
En días claros - que son algo bastante frecuente, dado que el clima aquí no es tan lluvioso -  este macizo montañoso proporciona una asombrosa vista desde la llanura padana, particularmente sus cimas superiores en Lombardía occidental y Piamonte oriental. Domina el horizonte, alzándose por encima de otros picos alpinos menores como un bulto prominente, con muchas puntas, afilada como una navaja, con sus glaciares eternos brillando a la luz del sol.
"Es la opinión de muchos de los jueces más competentes, que para grandeza, belleza y variedad, los valles que descienden del Monte Rosa merecen destacar por encima de cualquier otro sector de los Alpes, y quizás, si consideramos la unión de estos tres elementos, sobre cualquier otra región montañosa del mundo." - John Ball (primer presidente del Alpine Club)
El macizo es la frontera entre Suiza e Italia, aunque la fusión de los glaciares ha causado algunas alteraciones en la frontera. Estos cambios fueron ratificados por los dos países en el año 2009 y seguirán siendo objeto de cambio conforme continúe el derretimiento.

## Historia
Los altos valles del macizo fueron trasitados ya en la antigüedad. Se cree que los walser en el siglo XIII pasaron por el collado del Lys para emigrar desde el Valais al valle del Lys.
El ascenso a las distintas cimas del macizo ocurrieron en el siglo XIX, partiendo generalmente de la vertiente italiana que era y es la vertiente más fácil. El 23 de julio de 1801, Pietro Giordani alcanzó la Punta Giordani. El 5 de agosto de 1819, Johann Niklaus Vincent junto con otras dos personas sube lo que pasó a llamarse la Piramide Vincent. El 1 de agosto de 1820, Joseph y Johann Niklaus Vincent, Joseph Zumstein, Molinatti y Castel, alcanzaron, junto con otras cinco personas, la Punta Zumstein. El 9 de agosto de 1842, Giovanni Gnifetti, párroco de Alagna Valsesia, Giuseppe Farinetti, Cristoforo Ferraris, Cristoforo Grober, los hermanos Giovanni y Giacobbe Giordani, subieron con otras dos personas la que pasaría a llamarse Punta Gnifetti.
La primera ascensión de la Ostspitze en 1854 marcó el inicio de la edad de oro del alpinismo. En aquella época no se sabía con claridad cuál era la cumbre más alta del macizo, si la Ostspitze ("Punta Este" en alemán) o la vecina Westspitze ("Punta Oeste") del llamado "Gornerhorn" o "Höchste Spitze" (en 1863 le cambiaron el nombre por el de Dufourspitze). Los hermanos Smith estaban convencidos de que habían subido el pico más alto. 
La primera ascensión hasta la Dufourspitze, que con el tiempo se comprobaría que es la más alta del macizo, fue realizada desde Zermatt el 1 de agosto de 1855 por John Birkbeck, Charles Hudson, Christopher Smyth, James Greenville Smyth, Edward Stephenson con los guías Matthäus Zumtaugwald y Johannes Zumtaugwald (desde Zermatt) y Ulrich Lauener (desde Lauterbrunnen). Siguieron la ruta ya abierta a la Ostspitze a través del collado Silber (Silbersattel). En lo alto de la Ostspitze, en lugar de regresar de la misma manera, decidieron continuar por la arista occidental no explorada y así llegaron a la verdadera cumbre, la Dufourspitze, antes de bajar a Zermatt.

## Actividades deportivas

### Montañismo

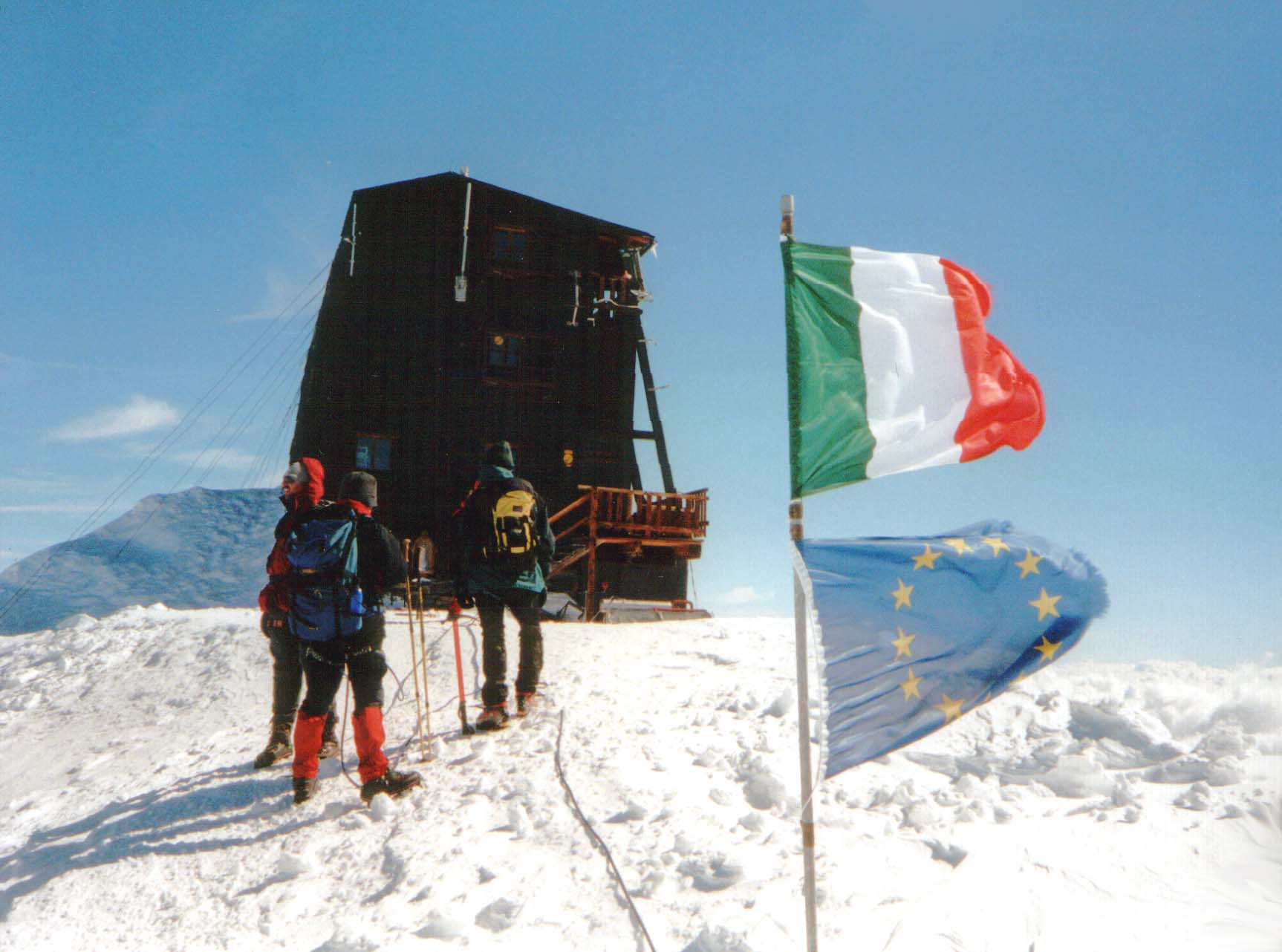
Cabaña Regina Margherita en Signalkuppe.

El macizo del Monte Rosa es muy popular para hacer montañismo, senderismo, esquí, y snowboard. Las numerosas cimas que superan los 4.000 metros de cota hacen al Monte Rosa particularmente atractivo desde el punto de vista alpinístico. La pared oriental que cae hacia Macugnaga tiene una auténtica dimensión propia del Himalaya: con más de dos mil metros de hielo y roca, está considerada la más alta de los Alpes. 
El acceso más fácil a las cimas del Monte Rosa parte de Gressoney y de Alagna Valsesia. Desde estas dos localidades se marcha utilizando las infraestructuras de teleférico a Punta Indren y desde aquí se alcanzan con facilidad en menos de dos horas o la cabaña Giovanni Gnifetti o quizá el refugio Ciudad de Mantua. Estos dos refugios son una etapa obligada antes de afrontar los ascensos a las diversas cimas del macizo y a la cabaña Regina Margherita. Además de subir montañas, el excursionismo de alta cota prevé travesías de refugio a refugio. En torno al monte Rosa se ha definido un itinerario panorámico denominado Tour del Monte Rosa.

### Refugios
Valle Anzasca
- Refugio Zamboni-Zappa
- Refugio Damiano Marinelli
- Refugio Eugenio Sella
- Vivac Valentino Belloni
- Vivac Ciudad de Gallarate
- Vivac Ciudad de Luino

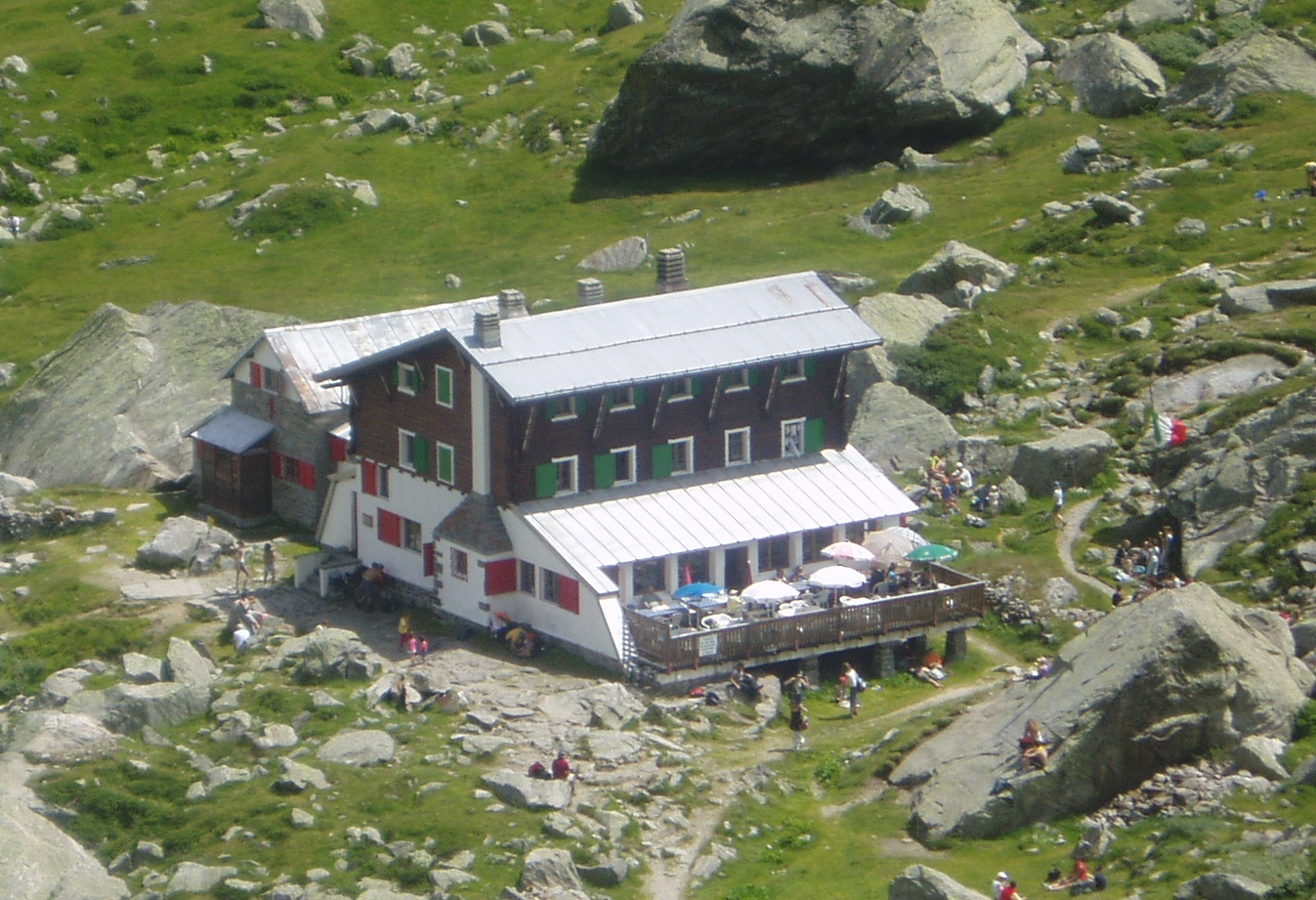
Refugio Zamboni-Zappa.

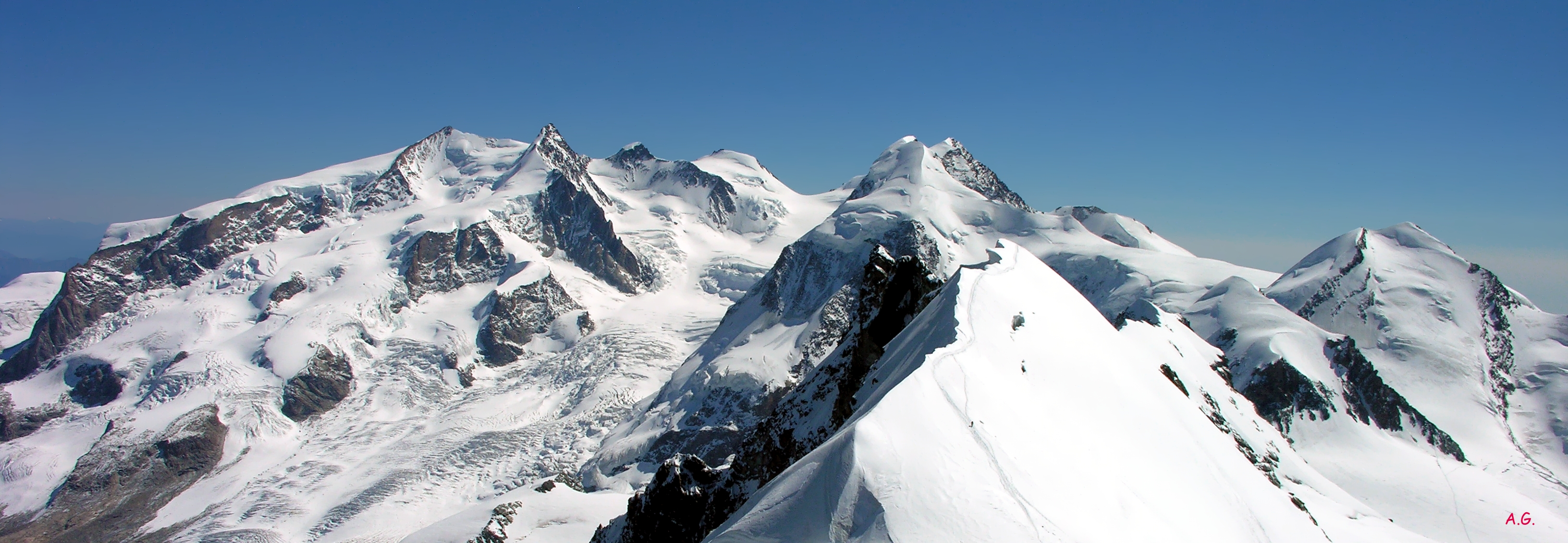
El macizo del Monte Rosa visto desde el Breithorn cima oeste.

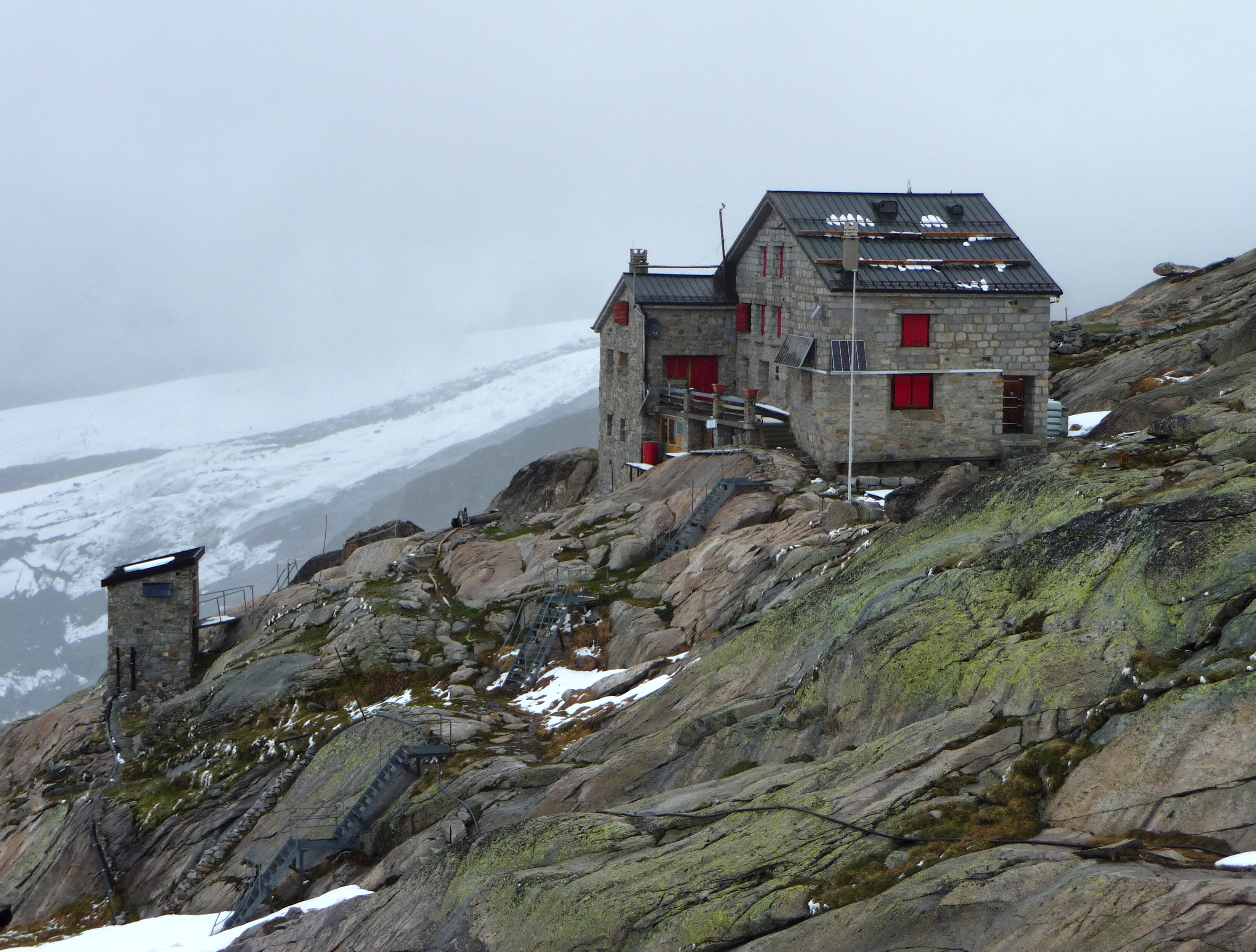
Vieja cabaña Monte Rosa (Monte-Rosa Hütte).

- Refugio Gaspare Oberto-Paolo Maroli
- Vivac Hinderbalmo
- Vivac Emiliano Lanti
- Refugio Ciudad de Saronno

Valsesia
- Cabaña Regina Margherita
- Cabaña Fratelli Gugliermina
- Cabaña Luigina Resegotti
- Refugio Barba Ferrero
- Refugio Crespi Calderini
- Refugio Francesco Pastore
- Refugio Ciudad de Vigevano
- Refugio Guglielmina
- Refugio Ciudad de Mortara

Valle del Lys
- Refugio Ciudad de Mantua
- Cabaña Giovanni Gnifetti
- Vivac Felice Giordano
- Refugio Quintino Sella al Felik

Val d'Ayas
- Refugio Ottorino Mezzalama
- Refugio Guide d'Ayas
- Vivac Rossi y Volante
- Vivac Ciudad de Mariano

Valtournenche
- Refugio Teodulo
- Refugio Guide del Cervino

Valle de Zermatt
- Cabaña Monte Rosa
- Cabaña Gandegg

### Esquí
Desde los años sesenta el ascenso al Rosa se ha facilitado por el teleférico Alagna - Punta Indren, donde, durante algunos años, se ha practicado el esquí veraniego sobre el glaciar de Indren. Con la modernización de las infraestructuras existentes se han unido, en el paso de los Salati (2.936 m), las infraestructuras que salen del valle del Lys. Valsesia entró así a formar parte del amplio complejo del Monterosa Ski que ya reunía las infraestructuras de Gressoney-La-Trinité y de Champoluc (fracción de Ayas) en val d'Ayas.
Alberga varias estaciones de esquí célebres, con largas pistas. Plateau Rosa, alrededor de 3500 m s. n. m., es un célebre centro de esquí en verano, con nieves eternas todo el año debido a la altitud. Plateau Rosa está conectada a través de teleférico con Cervinia y con Zermatt a través del Pequeño Cervino. La zona limítrofe occidental del macizo llega hasta el dominio de esquí de Zermatt. Gressoney, Champoluc, Alagna Valsesia y Macugnaga (bajo la impresionante cara este, dominada por los glaciares y alrededor de 2.500 metros de alta) son los principales centros de esquí y de montaña que rodean Monte Rosa a lo largo de su vertiente meridional. De aquí la mayor parte de los aficionados al montañismo pueden probar suerte con la montaña. Monte Rosa no es muy difícil de escalar en sí, a pesar de tener algunas aristas bastante impresionantes, pero puede ser bastante peligroso para novatos y veteranos, debido a los repentinos cambios de tiempo y a la grietas de los glaciares (Crevasses), siendo una zona de las más cubiertas de glaciares de los Alpes.

## Picos del macizo
El macizo es famoso por sus numerosos cuatromiles:
| Nombre                                      | Altura (m s. n. m.) | Prominencia (m) | Grupo alpino                    |
| ------------------------------------------- | ------------------- | --------------- | ------------------------------- |
| Dufourspitze/ Punta Dufour                  | 4.634               | 2.165           | (Macizo del Monte Rosa, A.2)    |
| Ostspitze                                   | 4.632               | 15              |                                 |
| Grenzgipfel                                 | 4.618               | 8               |                                 |
| Nordend                                     | 4.618               | 94              | A.2                             |
| Dufourspitze Antecima Oeste                 | aprox. 4.600        | 7               |                                 |
| Zumsteinspitze/ Punta Zumstein              | 4.563               | 111             | A.2                             |
| Signalkuppe/Punta Gnifetti                  | 4.554               | 102             | A.2                             |
| Signalkuppe Gendarm                         | ca. 4.545           | aprox. 15       |                                 |
| Nordend Arista Sur                          | 4.542               | 5               |                                 |
| Liskamm Oriental                            | 4.527               | 376             | (Cadena Breithorn-Liskamm, A.1) |
| Silbersattel (collado)                      | 4.515               |                 |                                 |
| Dufourspitze Pico Superior Arista Oeste     | 4.499               | 20              |                                 |
| Liskamm Occidental                          | 4.479               | 62              | A.1                             |
| Zumsteinspitze Arista Suroeste              | 4.463               | aprox. 15       |                                 |
| Grenzsattel (collado)                       | 4.453               |                 |                                 |
| Liskamm Oeste Antecima Este                 | aprox. 4.450        | aprox. 10       |                                 |
| Liskamm Oeste Antecima Oeste                | aprox. 4.447        | aprox. 15       |                                 |
| Parrotspitze/ Punta Parrot                  | 4.432               | 136             | A.2                             |
| Liskamm Cima del collado                    | aprox. 4.430        | aprox. 15       |                                 |
| Dufourspitze Pico Inferior Arista Oeste     | aprox. 4.385        | aprox. 15       |                                 |
| Ludwigshöhe                                 | 4.341               | 58              | A.2                             |
| Liskamm Pico Arista Este (Cima Scoperta)    | 4.335               | aprox. 10       |                                 |
| Corno Nero/Schwarzhorn                      | 4.322               | 50              | A.2                             |
| Cástor                                      | 4.228               | 165             | A.1                             |
| Piramide Vincent/Vincentpyramide            | 4.215               | 128             | A.2                             |
| Cástor Pico Norte                           | 4.205               | aprox. 12       |                                 |
| Liskamm Arista Norte                        | 4.201               | aprox. 20       |                                 |
| Cástor Antecima Suroeste                    | 4.185               | 15              |                                 |
| Balmenhorn                                  | 4.167               | 12              |                                 |
| Breithorn cima oeste                        | 4.164               | 433             | A.1                             |
| Breithorn central                           | 4.160               | 83              | A.1                             |
| Breithorn Oriental                          | 4.139               | 117             | A.1                             |
| Dufourspitze Torre Sup. Arista Suroeste     | 4.120               | 15              |                                 |
| Breithornzwilling Este                      | 4.106               | 40              | A.1                             |
| Cástor Pico Felikjoch (Cástor Este)         | 4.093               | 20              |                                 |
| Pólux                                       | 4.092               | 247             | A.1                             |
| Roccia Nera                                 | 4.075               | 20              | A.1                             |
| Punta Giordani                              | 4.046               | aprox. 5        |                                 |
| Dufourspitze Torre Inferior Arista Suroeste | 4.026               | aprox. 20       |                                 |

- En negrita, las cimas incluidas en la Lista oficial de los cuatromiles de los Alpes por la UIAA

Además de los cuatromiles deben recordarse las siguientes cimas:
- Jägerhorn - 3.970 m
- Punta Perazzi - 3.906 m
- Gobba di Rollin - 3.902 m
- Pequeño Cervino - 3.881 m
- Cima di Jazzi - 3.803 m
- Punta Tre Amici - 3.727 m
- Gran Fillar - 3.676 m
- Punta del Nuovo Weisstor meridional 3.642 m
- Punta del Nuovo Weisstor septentrional 3.636 m
- Piccolo Fillar - 3.621m
- Cime di Roffèl occidental - 3.562m
- Testa Grigia - 3.480 m
- Punta Vittoria - 3.436 m

## Glaciares

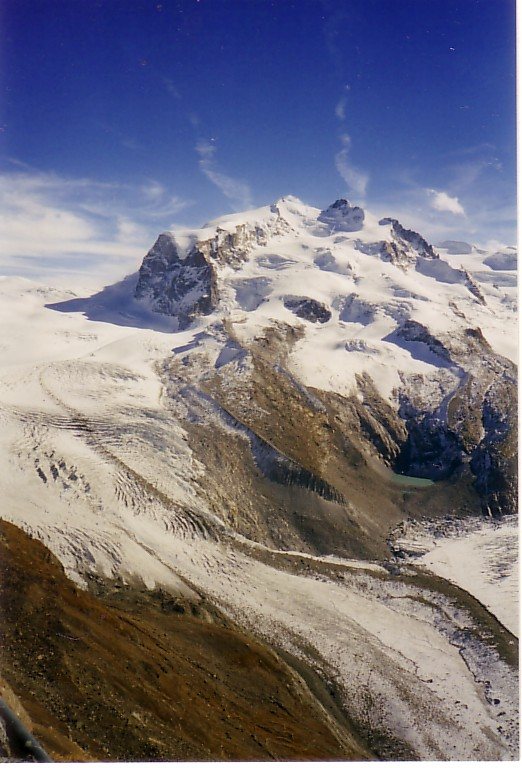
El glaciar del Gorner, y el monte Rosa. A la derecha el glaciar del Grenz.

Del macizo del monte Rosa descienden diversos glaciares. De manera particular la vertiente suiza expuesta al norte presenta los glaciares más imponentes.

### Glaciares de la vertiente suiza
- Glaciar del Gorner (Gornergletcher)
- Glaciar del Grenz
- Glaciar del Monte Rosa

### Glaciares de la vertiente italiana
- Gran glaciar de Verra
- Glaciar del Lys
- Glaciar dr Indren
- Glaciar de Bors
- Glaciar de las Piode
- Glaciar de la Sesia
- Glaciar del Belvedere

## Valles
Son siete los valles que nacen en el Macizo del Monte Rosa: en Italia (sobre el que se encuentran tres cuartas partes del macizo) Valtournenche, Val d'Ayas y Valle del Lys (o de Gressoney) en territorio valdostano, Valsesia y Valle Anzasca en Piamonte; en Suiza los valles Mattertal (con Zermatt) y Saastal (con Saas-Almagell).